# Walcot Hall
Pour les articles homonymes, voir Walcot.
Walcot Hall est une maison de campagne caroléenne classée Grade I dans le hameau de Southorpe. Elle se trouve à 2 km (1 mile) au sud du village de Barnack, Cambridgeshire, Royaume-Uni. La maison se trouve maintenant dans les limites de l'autorité unitaire de Peterborough du comté cérémoniel du Cambridgeshire, mais elle fait partie du Soke de Peterborough, une zone historique traditionnellement associée au Northamptonshire.
Elle est construite en pierre de taille calcaire sur 2 étages avec grenier avec un plan d'étage rectangulaire de 9 par 5 baies et un toit en pierre de Collyweston . Il se dresse sur environ 120 acres de parc boisé faisant partie d'un domaine agricole de 1400 acres.

## Histoire

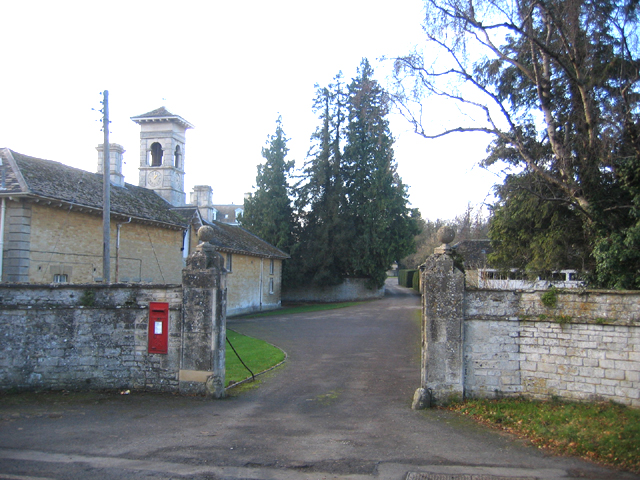
Entrée de Walcot Hall

George Whetstone (1544 ? - 1587) est un dramaturge et auteur anglais. Il est le troisième fils de Robert Whetstone (décédé en 1557), membre d'une famille riche qui possède le manoir de Walcot à Barnack, près de Stamford, Lincolnshire. George semble avoir eu un petit héritage qu'il dépense rapidement.
La maison d'origine sur le site appartient à la famille Browne dont les membres comprennent le député Robert Browne. En 1662, les Brownes la vendent à Bernard Walcot, qui la vend à son tour à Sir Hugh Cholmondeley vers 1674. Sir Hugh construit la maison actuelle en 1678 à la place du bâtiment précédent. L'architecte est incertain mais la maison montre l'influence de John Webb .
Elle appartient à la famille Gainsborough entre 1700 et 1720 puis à la famille Nevile jusqu'en 1891. Il vend ensuite à la famille Dearden qui en est propriétaire jusqu'en 1963, date à laquelle il est acheté par les Dennis . Des membres des familles Nevile et Dearden servent comme haut shérif du Northamptonshire.
Pendant la Seconde Guerre mondiale, le manoir abrite la salle d'opérations à distance de la RAF Wittering  et est ensuite occupé par la 67th Fighter Wing de la Huitième Air Force des États-Unis. Leur salle des opérations planifie et dirige de nombreux raids diurnes de Flying Fortress sur l'Allemagne.
Le domaine est maintenant une propriété agricole commerciale. La maison est occupée par Darby et Catherine Dennis ,.